# 성소수자

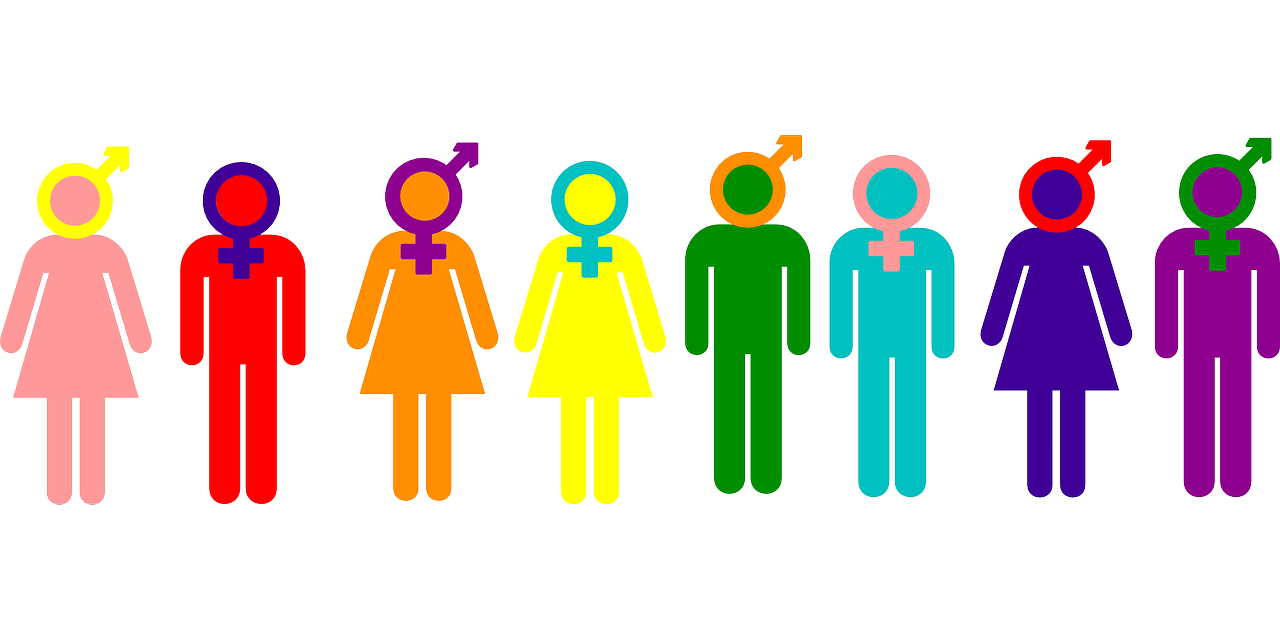

성소수자(性少數者, 영어: sexual minority)는 트랜스젠더, 양성애자, 동성애자, 무성애자, 범성애자, 젠더퀴어, 간성, 제3의 성 등을 포함하며 성정체성, 성별, 신체상 성적 특징 또는 성적 지향 등과 같이 성적인 부분에서 사회적 소수자의 위치에 있는 이를 말한다.
성소수자는 매우 포괄적인 용어이지만, 워낙 다양한 성소수자 집단이 존재하는 관계로 그와 유사하게 사용하거나 하위 집단을 일컫는 다양한 용어와 신조어들이 존재한다. LGBT는 레즈비언(Lesbian), 게이(Gay), 양성애자(Bisexual), 트랜스젠더(Transgender)를 함께 일컬어 부르는 단어이다. 성소수자 운동에서 가장 주류적으로 사용되는 용어이나, 수용성이 제한적이기 때문에 비판의 대상이 되기도 한다. 성소수자 권리 운동 초기에는 레즈비언과 게이만 일컫는 레즈비게이(Lesbigay)로, 거기에 양성애자도 더한 LGB로 불리었으나, 90년대 이후 트랜스젠더도 포함된 LGBT가 되었다. 21세기 들어서 아직 자신의 성정체성이나 성적 지향에 의문을 가지고 있는 사람들을 일컫는 퀘스쳐너(Questioner)와 간성(Intersex), 무성애자(Asexual), 범성애자(pansexual)까지 더해 LGBTQIAP라고 부르고 있다. 인도 등 남아시아에서는 히즈라를 H로 표기하여 포함하기도 한다.
또 다른 대안적 단어인 퀴어(Queer)는 원래 "이상한", "색다른" 등을 나타내는 말이었고 성소수자에 대한 비하명칭으로도 쓰였으나, 지금은 성소수자가 의미를 전복하여 스스로를 표현하는 단어로도 쓰이고 있다.

## 어원
성소수자(Sexual minority)라는 단어는 1960년대 스웨덴 정신의학자인 랄스 울레르스탐의 저서 《The Erotic Minorities: A Swedish View》에서 사용한 성애소수자(Erotic minority)에서 유래한다. 이후 '성소수자'는 소수민족이란 단어와 유사하게 사용되었다.
소수자라는 단어가 포함되어있어, 사회에서 다수가 아닌 성적지향 또는 성정체성을 지닌 소수 집단을 일컫는것으로 오해하기 쉽지만, 여기서 말하는 소수자는 사회에 의해 소수화된, 비주류화된 사람들을 일컫는다.

## 건강과 사회 문제

### 스트레스
사회적 쟁점 사안들은 신체적 그리고 정신적 건강에, 특히 유소년들에게 큰 영향을 끼칠 수 있다. 성소수자들은 사회 낙인 효과
로 인해 증가한 사회적 스트레스를 마주하고 있는 것으로 밝혀졌다. 이러한 사회 낙인 효과로 인한 대처 규정이나 사회 및 인지 과정의 부재로 성소수자들은 정신병리학적 위기에 노출되어 있다.
자신의 정체성이 자신의 의견을 떠나서 다른 사람에 의하여 알려지는 것을 아웃팅이라고 하며 이는 소수자들에게 심각한 정신적인 스트레스를 줄 수 있다.

### 차별
동성애자나 양성애자 성인이 실생활에서 차별을 마주했을 때 약 42%의 경우에서 자신들의 성적 지향 때문인 것으로 풀이하였다. 성소수자에 대한 차별은 성소수자 개인의 삶의 질과 정신의학적 건강에 큰 피해를 끼치는 것으로 나타났다.
항문 성교를 행하는 남성 동성애자들을 가리켜 똥꼬충이라고 혐오하는 등 다양한 성소수자 경멸어가 존재한다.
2016년에 미국 물리학회(American Physics Society)는 LGBT가 아닌 과학자들에 비해서 LGBT과학자들이 더 어려운 직업 경험을 가지게 된다는 조사 결과를 발표했다. 또한 많은 과학을 공부하는 LGBT학생들이 공부하는 과정에서 (LGBT 학생들이 겪지 않는) 사회적 장벽을 만날 가능성이 크고, LGBT가 아닌 학생들보다 전공 과목을 과학 외의 주제로 바꿀 가능성이 크다는 연구 결과가 존재한다.

## 논란
소수자라는 단어에 대한 반감 때문에 LGBT나 퀴어라는 단어를 선호하는 사람들이 존재한다. 하지만 반대로 LGBT란 단어가 레즈비언, 게이, 양성애자, 트랜스젠더가 아닌 다른 성소수자들을 수용하지 못하기 때문에 성소수자라는 단어만 사용하는 사람들도 있다.
넓은 의미에서는 성소수자를 BDSM, 합의된 성적 페티시즘, 폴리아모리 등을 포함한 용어로 사용하기도 하며, 복혼이나 비단혼적적 관계, 나이차가 큰 관계, 타인종간 관계를 맺고 있는 커플 등 통념적인 성 인식과는 차이가 있는 소수자들을 부르는 용어로도 사용한다. 좁은 의미로는 성 소수자라는 단어를 성별 지향과 성 정체성, 신체적 또는 생물학적 성으로 한정하여 사용한다.
상호간 사전동의하에 이루어진 성적 및 구애적 관계를 맺는 사람에게 한해서만 성소수자로 말하며, 강간이나 아동 성추행은 이에 포함되지 않는 범죄로 분류된다. 소아성애자, 시체성애자, 수간자 등 윤리적으로 문제가 있는 경우는 성소수자의 범주에 넣지 않는 것이 일반적이다.

## 상징
성소수자 상징은 성소수자 커뮤니티에서 정체성을 표현하기 위해 사용하는 여러 상징들로 단결, 긍지, 가치의 공유, 다른이에 대한 성실 등을 나타낸다. 성소수자의 상징은 주류사회에 대해 소수자의 개념, 정체성, 아이디어 등을 나타내는 표상으로 사용된다. 국제적으로 널리 알려진 성소수자 상징으로는 핑크 트라이앵글과 무지개기가 있다.
또한 성정체성이나 성적 정체성에 따라 사용되는 깃발이 있는데, 대부분이 3개의 색으로 이루어져있다. 예를 들자면 양성애자는 위에서부터 핑크색, 보라색, 파란색으로 이루어진 깃발이 있다.

## 법률적 권리
성소수자의 권리는 각 나라와 지역별로 온전하게 보장받거나, 크게 제약을 받는다. 동성 결혼이 법제화된 국가가 있는 반면, 동성애 행위만으로도 사형을 처하는 국가가 존재한다.(총 7개국) 성소수자의 권리는 기본적인 인권이자 시민권으로서 여러 항목을 포함하고 있는데, 경우에 따라서는 특정 권리들, 가령 동성부부의 아이 입양이나 동성애자의 군 복무 등이 제한되기도 한다.
대표적으로 미국에서는 동성혼이 허가되었다.
더불어, 대한민국은 현재 성소수자 차별금지에 관한 사항을 다루는 등의 성소수자를 보호하는 법안이 없다.

## 같이 보기
- 인권
- 차별금지법
- 동성결혼
- 대한민국의 성소수자 행사
- 대한민국의 성소수자 목록
- 대한민국의 성소수자
- 대한민국의 성소수자 인권단체
- 국제 성소수자 혐오 반대의 날
- 프라이드 퍼레이드
- 게이 게임스
- LGBT